# Suetsugu Motoyasu
Suetsugu Motoyasu (末次 元康?; 1560 – 15 febbraio 1601) è stato un samurai giapponese dei periodi  Sengoku ed Edo, servitore del clan Mōri.

## Biografia
Ottavo figlio di Mōri Motonari, Motoyasu nacque nel 1560. Motoyasu divenne noto come Suetsugu Motoyasu poiché il padre gli assegnò il castello di Suetsugu con una rendita di 2 400 koku. 
Nel 1578 partecipò alla prima battaglia attaccando Kunimiya Ishijō nella provincia di Inaba assieme al fratello Mōri Motoharu. Nel 1585, mentre il clan Mōri era impegnato alla conquista di Shikoku da parte di Toyotomi Hideyoshi, Motoyasu riconquistò un castello nella provincia di Hoki che era stato espugnato durante l'assenza della maggior parte delle forze Mōri. Nello stesso anno Motoyasu divenne governatore del castello di Gassantoda nella provincia di Izumo dopo la morte del fratello Motoaki. Nel 1591 fu spostato al castello di Kanbe nella provincia di Bingo da Toyotomi Hideyoshi. Partecipò alle invasioni giapponesi della Corea mettendosi in mostra durante la battaglia di Byeokjegwan.
Quando il Giappone si divise e scoppiò la campagna di Sekigahara, Motoyasu fu molto dubbioso sulla parte alla quale schierarsi, ma alla fine seguì le scelte del clan Mōri e si unì alle armate occidentali. Guidò l'assedio di Ōtsu e quindi non partecipò direttamente alla battaglia principale, che venne vinta dalle forze orientali. Dopo la confisca di gran parte dei territori dei Mōri, a Motoyasu fu assegnato un piccolo castello nella provincia di Nagato con una rendita di 7 700 koku. Motoyasu morì l'anno seguente, nel 1601, e venne succeduto dal figlio Motonobu (毛利 元宣?) i cui discendenti fondarono il ramo Asa-Mōri  (厚狭毛利?) del dominio di Chōshū e governarono quel feudo fino alla restaurazione Meiji.

## Curiosità
Il ponte Motoyasu (元安橋?), situato nella città di Hiroshima, prende il nome da Motoyasu. Questo ponte fu costruito al tempo della fondazione del castello di Hiroshima da parte di Mōri Terumoto. Vi sono due teorie principali sul legame tra Motoyasu e questo ponte: secondo una, fu lo stesso Motoyasu a supervisionarne la costruzione; secondo un'altra, il ponte fu edificato lungo la strada che conduceva alla residenza di Motoyasu. Il fiume su cui il ponte è stato costruito venne successivamente chiamato Motoyasu-gawa (fiume Motoyasu), proprio in riferimento al ponte. In tal modo, Motoyasu è legato indirettamente anche al nome del fiume.